# アメリカン・ピーチパイ
『アメリカン・ピーチパイ』（原題：She' the Man）は、2006年のアメリカ映画。パラマウント制作。ウィリアム・シェイクスピアのロマンティック・コメディ『十二夜』を原作に、現代風にアレンジした作品である。

## ストーリー
女子サッカー部のストライカーとして活躍するヴァイオラ。ある日、彼女のサッカーチームが廃部となり、男子サッカー部への入部も断られるという憂き目にあう。そんなとき、ヴァイオラの双子の兄セバスチャンが新学期をサボり、ミュージシャンを目指してロンドンへ発つ、そこで、ヴァイオラはセバスチャンになりすまし学校へ潜入、男子サッカーチームに入部する。部員たちにも認められ順調にいくかに思われたヴァイオラ。しかし、偽セバスチャンの彼女は女子生徒のオリヴィアに惚れられ、自身はチームメイトのデュークに恋をし、デュークはオリヴィアに惹かれる、と思わぬ展開に。そんな中、何も事情を知らない本物のセバスチャンが帰ってくる。

## キャスト
※括弧内は日本語吹替。
- ヴァイオラ・ヘイスティングス - アマンダ・バインズ（永田亮子）
- デューク - チャニング・テイタム（加瀬康之）
- ディンクレイジ - ヴィニー・ジョーンズ（手塚秀彰）
- ダフネ - ジュリー・ハガディ（堀越真己）
- セバスチャン・ヘイスティングス - ジェームズ・カーク（日野聡）
- ユーニス - エミリー・パーキンズ
- シェリル - リンダ・ボイド
- マリア - ケイティ・スチュワート
- 校長 - デイヴィッド・クロス（後藤哲夫）
- ジャスティン - ロバート・ホフマン
- ポール - ジョナサン・サドウスキー
- キア - アマンダ・クルー
- イヴォーヌ - ジェシカ・ルーカス
- モニーク - アレクサンドラ・ブレッケンリッジ
- ロジャー - ジョン・パイパー＝ファーガソン
- マルコム - ジェームズ・シュナイダー
- オリヴィア・レノックス - ローラ・ラムジー（木下紗華）